# Fridolf Höök
Fridolf Fabian Fritiof Höök, född 1836 i Ekenäs, död troligen 1904 i Sedim söder om Vladivostok, var en finländsk skeppare, valfångare, upptäcktsresande och folklivsforskare. Han var bror till Bror Berndt Höök. 
Höök var son till tullförvaltaren Eric Höök i Ekenäs och gick till sjöss som 13-åring samt avlade styrmans- och kaptensexamen vid Åbo navigationsskola 1856 resp. 1863. Han gjorde sig känd bland annat  som ledare av en finlandssvensk expedition som 1868–1869 seglade runt halva jordklotet och slog sig ned i Strelok, en avlägsen plats mittemellan Nachodka och Vladivostok. Han var valfångare i bland annat Rysk-finska valfiskeribolagets i Åbo tjänst och tillbringade största delen av sitt liv i Fjärran östern, där han kartlade kusterna vid Kamtjatka och Tjuktjerhalvön. Han uppskattades även för sin folklivsforskning och fick en egen avdelning vid N.K. Arsenjevmuseets etnografiska avdelning i Vladivostok. På initiativ av museet och Hööks ättlingar restes 1990 ett monument över honom, samtidigt som hans kvarlevor flyttades till en centralare plats på kyrkogården.